# Synema lopezi
Synema lopezi là một loài nhện trong họ Thomisidae.
Loài này thuộc chi Synema. Synema lopezi được Mauricio Jiménez miêu tả năm 1988.